# Toxoproctis cornelia
Toxoproctis cornelia är en fjärilsart som beskrevs av Alexander Schintlmeister 1994. Toxoproctis cornelia ingår i släktet Toxoproctis och familjen tofsspinnare. Inga underarter finns listade i Catalogue of Life.